# Landolphia watsoniana
Landolphia watsoniana là một loài thực vật có hoa trong họ La bố ma. Loài này được Rombouts mô tả khoa học đầu tiên năm 1893.